# 바키프방크 스포츠 클럽
바키프방크 스포츠 클럽은 튀르키예 이스탄불 연고의 바키프방크에서 운영하는 여자 배구 팀이다.

## 대회 성적

### 국제 대회 성적
- FIVB 여자 배구 클럽 세계 선수권
  -  챔피언 (3회) : 2013, 2017, 2019
  -  준우승 (1회) : 2011
  -  3위 (2회) : 2016, 2019
- CEV 여자 배구 챔피언스리그
  -  챔피언 (4회) : 2010–11, 2012–13, 2016–17, 2017–18
  -  2위 (4회) : 1997-98, 1998-99, 2013–14, 2015–16
  -  3위 (1회) : 2014–15
- CEV 여자 배구 컵
  -  챔피언 (1회) : 2003–04
- CEV 여자 배구 챌린저 컵
  -  챔피언 (1회) : 2007–08

### 국내 대회 성적
- 튀르키예 여자 배구 리그
  - 챔피언결정전
    -  챔피언 (11회) : 1991-92, 1992-93, 1996-97, 1997-98, 2003-04, 2004-05, 2012-13, 2013-14, 2015-16, 2017-18, 2018-19
    -  준우승 (11회) : 1994-95, 1998-99, 1999-00, 2000-01, 2001-02, 2002-03, 2005-06, 2009-10, 2010-11, 2011-12, 2014-15

  - 정규리그
    -  1위 (5회) : 2008-09, 2012-13, 2013-14, 2014-15, 2016-17
    -  2위 (6회) : 2005-06, 2009-10, 2010-11, 2015-16, 2017-18, 2018-19
    -  3위 (2회) :
- 튀르키예 여자 배구 컵
  -  챔피언 (6회): 1994–95, 1996–97, 1997–98, 2012-13, 2013-14, 2017-18
  -  준우승 (4회) : 2000-01, 2009-10, 2014-15, 2016-17
  -  3위 (1회) : 2010-11
- 튀르키예 여자 배구 슈퍼 컵
  -  챔피언 (4회) : 2013, 2014, 2017, 2021
  -  준우승 (5회) : 2010, 2015, 2018, 2019, 2020

## 거쳐간 선수
- 데비 스탐 (2009-2010)
- 로빈 데 크루이프 (2014-2016)
- 앤 부이스 (2015-2016)
- 로네크 슬뢰체스 (2015-2019)
- 판 웬리 (2001-2002)
- 주팅 (2016-2019)
- 기무라 사오리 (2012-2013)
- 킴벌리 힐 (2015-2017)
- 켈시 로빈슨 (2018-2019)
- 미쉘 밧취 헤클리 (2020-)
- 이자벨 학 (2019-)